# 寺坂頼我
寺坂 頼我（てらさか らいが、1999年〈平成11年〉12月26日 - ）は、日本の俳優、タレント、歌手である。岐阜県岐阜市出身。元フォーチュンエンターテイメント所属。
2014年にBOYS AND MEN研究生のメンバーとしてデビュー。2017年にその選抜ユニット・祭nine.のメンバーとなり、リーダーをつとめた。身長は175cm、血液型はAB型。

## 来歴
岐阜県生まれ。両親と兄と妹の家庭で育つ。「頼我」という名前は、父親がプロレスラーの獣神サンダー・ライガーが好きだったことと、「周りの人に頼られる我であれ」という意味から付けられた。幼少のころからヒーローや仮面ライダーに憧れを持っていたことから俳優になりたいと思うようになり、小学6年生のときに養成所に入所した。仮面ライダーシリーズと『ミュージカル・テニスの王子様』に出演することを目標としていた。
中学3年時の2014年に、テレビで見たBOYS AND MENを「すごい楽しそうだな」と思ったことと、そこに寺坂が目標とする前述の2作品に出演した小林豊がいると知ったことから、BOYS AND MEN研究生のオーディションに応募した。5月6日に開催された公開オーディションに参加し、同日にフォーチュンエンターテイメントに入所してBOYS AND MEN研究生のメンバーとなる。初仕事はBOYS AND MENの派生ユニット・誠のライブ出演で、寺坂は加入してまもないながら、そこで研究生のセンターポジションを与えられた。同年秋にBOYS AND MEN研究生は独立したグループとしての形を築き、寺坂のテーマフラワーはバラ、メンバーカラーは赤となる。
2015年6月にBOYS AND MEN研究生がシングル『Boys Be Brave ～一万回の勇気～』でCDデビューする。以後、寺坂がグループのセンターを担い、在籍中すべての楽曲の歌唱メンバーに選ばれた。7月に野々田奏、北川せつらと派生ユニット「Babyz」が結成された。2016年にBOYS AND MENの舞台『ホワイト☆タイツ』の研究生による再演において、かつて水野勝が演じた主演・小金井紫郎の役に就いた。同年夏期に開催された「BOYS AND MEN研究生 人気投票」で1位を獲得し、所属事務所の社長である谷口誠治による指名で、9月にBOYS AND MEN研究生のリーダーに就任した。10月にBOYS AND MENの勇翔との二人芝居『あさきゆめみし』に出演した。
2017年3月、BOYS AND MEN研究生の選抜ユニットとして結成された祭nine.のメンバーとなり、谷口による指名で引き続き祭nine.のリーダーとなった。メンバーカラーは赤。2018年に祭nine.主演の『ボイメン新世紀 祭戦士ワッショイダー』でテレビドラマにはじめてレギュラー出演。同年に初主演映画『BD～明智探偵事務所～』が公開された。2019年に公開予定であった主演映画『バイバイ、ヴァンプ!』は、2020年に全国の劇場で順次公開された。
2021年7月から2022年1月にかけ、円谷プロダクション制作の特撮テレビドラマ『ウルトラマントリガー NEW GENERATION TIGA』にて主人公マナカ・ケンゴ役を演じる。2022年3月に公開・配信された映画『ウルトラマントリガー エピソードZ』でも主演を務めた。
2022年4月に祭nine.が解散。他のメンバー全員がフォーチュンエンターテイメントを退所することとなったが、寺坂は事務所に残留して俳優として活動していくと発表した。11月、自社レーベルNDRからソロシングル『青』をリリースした。
2023年10月・11月上演のプリキュアシリーズの舞台化作品「『Dancing☆Starプリキュア』The Stage」にてキュアカグラ役を演じる。これまで夢としてきた2.5次元舞台への初挑戦となるとともに、俳優としては史上初となるウルトラマンとプリキュアへの変身を達成した。
2025年2月13日、同年3月末でフォーチュンエンターテイメントを退所することとファンクラブを閉鎖することが発表された。

## 人物
特技はバク転、バク宙、アクロバット、暗記、エビの種類をたくさん言うこと。好物はプリン。趣味はボールペンを集めること。
グループデビュー時は「らいが」・「らいてぃん」・「らいらい」などといった愛称で呼ばれた。明るい性格で知られ、『ウルトラマントリガー』でタックを組んだメイン監督の坂本浩一からは「オンオフが全くなくて、ずーっと明るい」と評されている。

## 出演

### テレビドラマ
- なぜ東堂院聖也16歳は彼女が出来ないのか? 第1話（2014年10月21日、メ～テレ）
- 黄金鯱伝説グランスピアー 新春スペシャル～邪悪な剣ででらピンチ!～（2015年1月4日、東海テレビ） - タケル 役
- ボイメン新世紀 祭戦士ワッショイダー（2018年4月 - 6月、CBCテレビ他） - 主演・寺坂頼我 / ワッショイダーレッド 役
- トクサツガガガ 第5話（2019年2月15日、NHK総合） - イケメン 役
- 焼肉プロレス 第8話（2019年8月21日、テレビ大阪） - 本郷涼介 役[30]
- 最高のオバハン 中島ハルコ 最終話（2021年5月29日、東海テレビ・フジテレビ系） - 寺坂頼我（本人） 役
- ウルトラシリーズ（テレビ東京） - マナカ ケンゴ / ウルトラマントリガーの声 役
  - ウルトラマントリガー NEW GENERATION TIGA（2021年7月10日 - 2022年1月22日） - 主演[22]
  - ウルトラマン クロニクルD 第8話・第9話・第21話・最終話（2022年3月19日・26日・6月18日・25日）
  - ウルトラマンデッカー 第7話・第8話・第19話・第23話 - 最終話（2022年8月27日・9月3日・11月26日・12月23日・2023年1月14日・21日）[31]
  - ウルトラマン ニュージェネレーション スターズ 第6話・第7話（2023年3月4日・11日）
- 孤独のグルメ 2021大晦日スペシャル～激走!絶景絶品・年忘れロードムービー～（2021年12月31日、テレビ東京） - 整備士 役
- 個人差あります 第1話 - 第3話・第5話（2022年8月6日 - 20日・9月3日、東海テレビ・フジテレビ系） - 大田亮輔 役[32][33]
- イケメン共よ メシを喰え 第7話（2022年8月21日、テレビ大阪・BSテレ東） - デフン 役[34]
- スタンドUPスタート 第1話・第4話（2023年1月18日・2月8日、フジテレビ） - 庄島 役
- 恋のえなじー（2023年2月7日 - 28日、テレビ愛知） - タクヤ 役[35]
- 俳句先輩 - 男子くん 役[36]
  - 俳句先輩～暦とともに生きる者編～（2023年3月27日 - 30日、日テレプラス）
  - 俳句先輩～暦を知りゆく者編～（2023年3月27日 - 30日、ひかりTVチャンネル）
- グランマの憂鬱 第7話（2023年5月20日、東海テレビ・フジテレビ系） - 嘉川真 役
- カメラ、はじめてもいいですか? 第4話 - 最終話（2023年7月24日 - 9月18日、BS松竹東急） - 深山竜太郎 役
- 恋は湯けむりの中で「誰にもバレるな! ワタシがカレを推さない理由」（2024年2月17日 - 3月2日、テレビ神奈川） - 森永伊織 役[37]
- ゴーストヤンキー（2024年4月19日 - 5月17日、MBS） - 向井知太郎 役[38]
- 伝説の頭 翔 第5話（2024年8月16日、テレビ朝日） - 小門井角茂 役
- 神様のサイコロ（2024年10月9日 - 11月27日、BS日テレ） - 緑川康隆 役[39]
- 忘れっぽいハムレット（2024年11月9日、テレビ愛知・テレビ東京系） - 剣持ユズル 役[40]
- SHOGUN’S NINJA-将軍乃忍者-（2025年3月21日、カンテレ） - 徳川家光 役[41]
- ナンバーワン戦隊ゴジュウジャー 第24話・第25話（2025年8月3日・8月10日、テレビ朝日） - 晴渡一輝 / パトレン1号 役[42][43]

### バラエティ・情報番組
- ボイメンの愛知きしめん家族（2016年8月2日 - 9月27日・2017年8月1日 - 9月26日、テレビ愛知） - 四男 役[44]
- ボイメン体操（2018年9月3日[45] - 2022年、CBCテレビ） - 体操のお兄さん・らいらい 役
- オケハザマってなんですか?～What is OKEHAZAMA～（2020年10月7日 - 2022年6月29日、RKB毎日放送）[46]
- エンタメ情報ステーション 土曜のトオルとカヲル（2022年4月2日 - 2023年9月23日、BS松竹東急）
- ゴゴスマ -GO GO!Smile!-（2022年4月4日 - 2023年3月27日、CBCテレビ制作・TBS系） - 「らいがごはん」コーナーレギュラー
- チャント!（2022年4月6日[注 3] - 2025年3月26日、CBCテレビ） - コーナー担当リポーター（水曜）
- キン・ドニーチ（2022年4月8日 - 2025年3月28日、テレビ愛知）
- news every.（日本テレビ） - 中継レポーター
  - 月替わりリポーター（2024年3月5日 - 21日）[50]
  - 月1回出演（2024年10月4日 - 2025年3月7日）[51]

### ラジオ
- 寺坂頼我のSmile Smile!（2022年4月4日 - 2025年3月24日、東海ラジオ）
- お祭り気分で Bang! Bang! Radio（2019年2月2日 - 2025年3月29日、FM GIFU）

### 映画
- サムライ・ロック（2015年6月6日、スターキャット）
- 復讐したい（2016年3月5日、キャンター / スターキャット） - 生徒 役
- BOYS AND MEN ～One For All, All For One～（2016年10月29日、スターキャット） - 寺坂頼我（本人） 役
- BD～明智探偵事務所～（2018年10月12日、キャンター） - 主演・井上一郎 役（小澤廉とダブル主演）
- バイバイ、ヴァンプ!（2020年2月14日、ロハスプロダクションズ） - 主演・小日向京平 役[21]
- 祭りの後は祭りの前（2020年3月6日、スターキャット） - 赤石 役[52][53]
- ウルトラマントリガー エピソードZ（2022年3月18日、松竹メディア事業部） - 主演・マナカ ケンゴ 役
- きさらぎ駅（2022年6月3日、イオンエンターテイメント / ナカチカ） - 飯田大輔 役[54]
  - きさらぎ駅 Re:（2025年6月13日、イオンエンターテイメント）[55]
- バラシファイト（2023年7月28日、Kys STUDIO TOKYO） - 手賀沼啓之 役[56]
- 女子大小路の名探偵（2023年10月13日、ラビットハウス） - 窪田理人 役[57]
- Good Dreams（2024年10月18日、キャンター） - 五大巧 役[58]

### ウェブ配信
- FUN HOUSE（2018年7月31日 - 10月2日、dTVチャンネル） - ライガ 役
- 星屑リベンジャーズ 第9話（2018年9月17日、AbemaTV）[59]
- 恋するメソッド Season3（2021年11月22日 - 12月13日、AbemaTV）
- 浅葱と広海～明日への扉～（2025年6月1日 - 6日、TikTok） - 広海 役

### 舞台
- ホワイト☆タイツ（2014年4月4日 - 6日、テレピアホール / 2016年5月3日・4日、名古屋市芸術創造センター / 2017年5月3日・4日、名古屋市芸術創造センター） - 小金井紫郎 役[16]
- ミュージカル「夢は叶えるもの」（2015年5月4日・5日、東建ホール） - 友紀 役[15]
- なごや万華鏡落語「あさきゆめみし」（2016年10月8日、名古屋能楽堂）[60]
- ボイメンステージ 諦めが悪い男たち～NEVER SAY NEVER～（2020年3月20日 - 27日、サンシャイン劇場） - タクト 役[注 4][62]
- 朗読劇「あの空を。」（2023年7月27日、I'M A SHOW） - ヒロト 役[63]
- 『Dancing☆Starプリキュア』The Stage - 天弦晃雅 / キュアカグラ 役
  - 『Dancing☆Starプリキュア』The Stage（2023年10月28日 - 11月5日、品川プリンスホテル ステラボール / 11月10日 - 12日、サンケイホールブリーゼ）[64][65][66]
  - 『Dancing☆Starプリキュア』The Stage2（2025年2月15日 - 23日、シアターH / 3月1日・2日、京都劇場）[67]
  - 『Dancing☆Starプリキュア』The Stage3（2025年12月5日 - 14日、天王洲 銀河劇場 / 12月19日 - 21日、COOL JAPAN PARK OSAKA TTホール）[68]
- TOKAI RADIO×演劇組織KIMYO collabo produce 舞台「エゴ・サーチ」（2024年1月12日 - 14日、メニコン シアターAoi） - 主演・一色健治 役[69]
- インクルーシブアートチャレンジ「言葉の社の満開の下」（2025年5月31日、文化のみち百花百草）

### CM
- 名古屋鉄道 「博物館明治村『明治探偵GAME ～千里眼の男～』」（2019年）[70]
- 愛知ダイハツ（2023年）[71]

### 玩具
- ウルトラマントリガー DXガッツハイパーキーPremium ウルトラマンゼットキーセット（2022年2月）
- ウルトラマントリガー DXガッツハイパーキーPremium ウルトラマントリガーキーセット（2022年8月）
- ウルトラマントリガー DXガッツハイパーキーPremium 闇の3巨人セット（2022年8月）
- ウルトラマントリガー ガッツスパークレンス MEMORIAL EDITION（2024年2月）
- DXアークキューブPremium ニュージェネレーションスターズセット03（2025年2月）

### その他
- 博物館明治村
  - 明治探偵GAME - 不知火奇十郎 役
    - 明治探偵GAME ～千里眼の男～（2019年）[70]
    - 明治探偵GAME ～超能力vs超能力～（2020年）
    - 明治探偵GAME ～オワリノハジマリ～（2021年）
    - 明治探偵GAME 特別編 ～時代を超えた事件～（2021年）

  - 江戸川乱歩の不完全な事件帖 - 明智金之助 役
    - 江戸川乱歩の不完全な事件帖 ～本格ミステリーの世界へようこそ～（2022年）[72]
    - 江戸川乱歩の不完全な事件帖 ～十二面相からの予告状～（2023年）[73]
    - 江戸川乱歩の不完全な事件帖 ～最奥に潜むもの～（2024年）
    - 江戸川乱歩と不可解な残像 ～黄昏の新聞社～（2025年）
- にっぽんど真ん中祭り（2022年 - 2025年） - 応援団長[74]
- コニカミノルタプラネタリウム 『かぐや姫は未来の月からやって来た』（2023年） - 石作皇次 役[75]

## ディスコグラフィ

### シングル
| No. | リリース日     | タイトル | 最高位 | 形態                    | 規格品盤 |
| --- | -------------- | -------- | ------ | ----------------------- | -------- |
| 1   | 2022年11月30日 | 青       | 20位   | 初回限定盤（CD＋DVD）   | NDR-0052 |
| 1   | 2022年11月30日 | 青       | 20位   | 通常盤/TypeA（CD only） | NDR-0054 |
| 1   | 2022年11月30日 | 青       | 20位   | 通常盤/TypeB（CD only） | NDR-0055 |

### キャラクターソング
| 発売日         | 商品名                                              | 歌                                                                         | 楽曲               | 備考                                                                           |
| -------------- | --------------------------------------------------- | -------------------------------------------------------------------------- | ------------------ | ------------------------------------------------------------------------------ |
| 2021年11月3日  | ウルトラマントリガー キャラクターソングミニアルバム | マナカケンゴ（寺坂頼我）                                                   | 「Dear SMILE」     | 特撮テレビドラマ『ウルトラマントリガー NEW GENERATION TIGA』関連曲             |
| 2021年11月24日 | 明日見る者たち                                      | マナカケンゴ（寺坂頼我）、シズマユナ（豊田ルナ）、ヒジリアキト（金子隼也） | 「明日見る者たち」 | 特撮テレビドラマ『ウルトラマントリガー NEW GENERATION TIGA』エンディングテーマ |
| 2021年11月24日 | 明日見る者たち                                      | マナカケンゴ（寺坂頼我）、シズマユナ（豊田ルナ）、ヒジリアキト（金子隼也） | 「Believer」       | 映画『ウルトラマントリガー エピソードZ』主題歌                                 |

## 書籍

### 写真集
- 寺坂 頼我 / マナカ ケンゴ From ウルトラマントリガー（2021年12月8日、ユニバーサルミュージック） ISBN 978-4908307140